# Инь (10 царств)
Инь (кит. трад. 殷, пиньинь Yīn) — государство, существовавшее в течение очень короткого времени (943—945 гг.) в период Пяти династий и десяти царств (период между падением династии Тан (907 г.) и основанием династии Сун (960 г.).

## Восстание против Минь
Царство Минь было основано в 909 г. вскоре после падения династии Тан. Однако после смерти основателя царства Ван Шэньчжи в 925 г. начались распри между его сыновьями. В 943 г. это привело к восстанию одного из сыновей Ван Шэньчжи, Ван Яньчжэна, который объявил об основании государства Инь в северо-западной части территории царства Минь.

## Территория
Царство Инь занимало совсем небольшую территорию на севере нынешней провинции Фуцзянь и на юге провинции Чжэцзян. Оно граничило с У Юэ на севере, Минь на юге и Южной Тан на западе.

## Падение царства
История царства Инь оказалась одной из самых коротких в китайской истории. Вскоре после его возникновения, правительство Минь обратилось к Южной Тан за помощью в подавлении иньского мятежа. Южная Тан вмешалась, но в результате присоединила Инь к своим владениям. В следующем году было также ликвидировано и царство Минь.

## Правитель Инь
| Храмовое имя (廟號 miàohào) | Посмертное имя (諡號 shìhào)              | Личное имя                       | Годы правления | Эра летоисчисления (年號 niánhào) и годы эры |
| --------------------------- | ----------------------------------------- | -------------------------------- | -------------- | -------------------------------------------- |
| отсутствует                 | Тяньдэ-ди 天德帝 Tiāndédì (император Инь) | Ван Яньчжэн 王延政 Wáng Yánzhèng | 943—945        | - Тяньдэ (天德 Tiāndé) 943—945               |